# Gajalakshmi

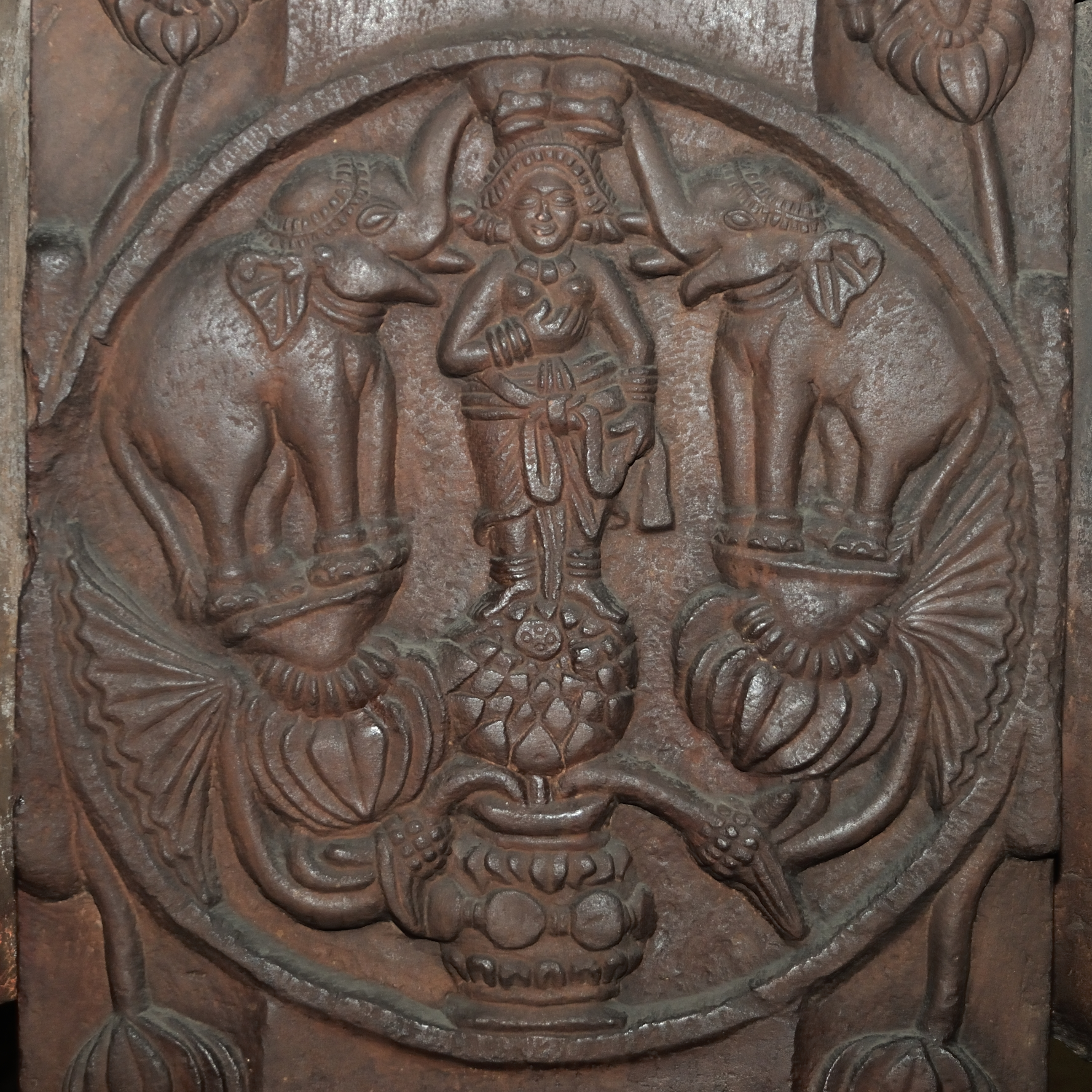
Gajalakshmi-Medaillon vom Steinzaun (vedika) des buddhistischen Stupa von Bharhut, Indian Museum, Kolkata (um 100 v. Chr.)

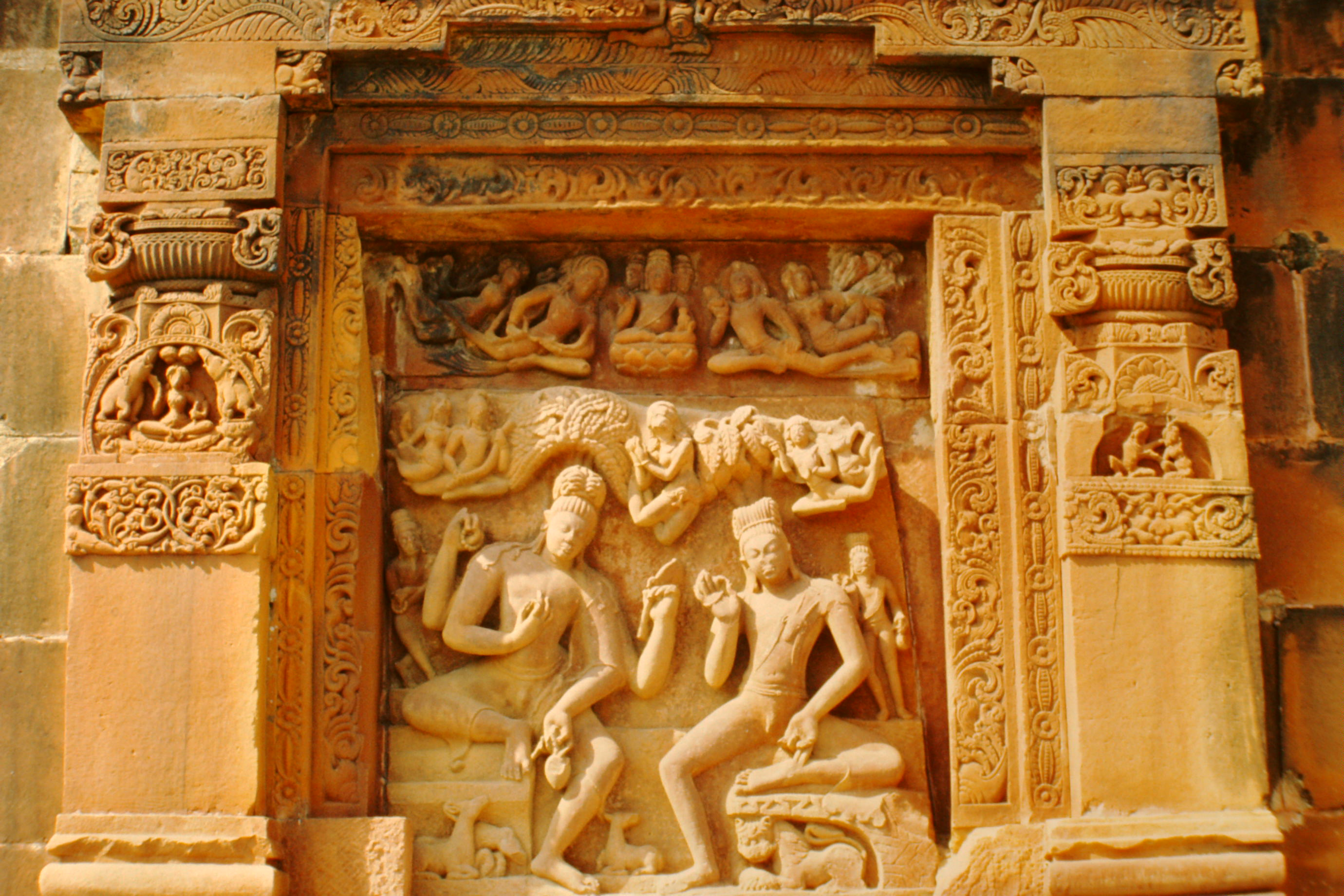
Gajalakshmi-Darstellung auf dem linken Pfeiler am Dashavatara-Tempel in Deogarh (um 500)

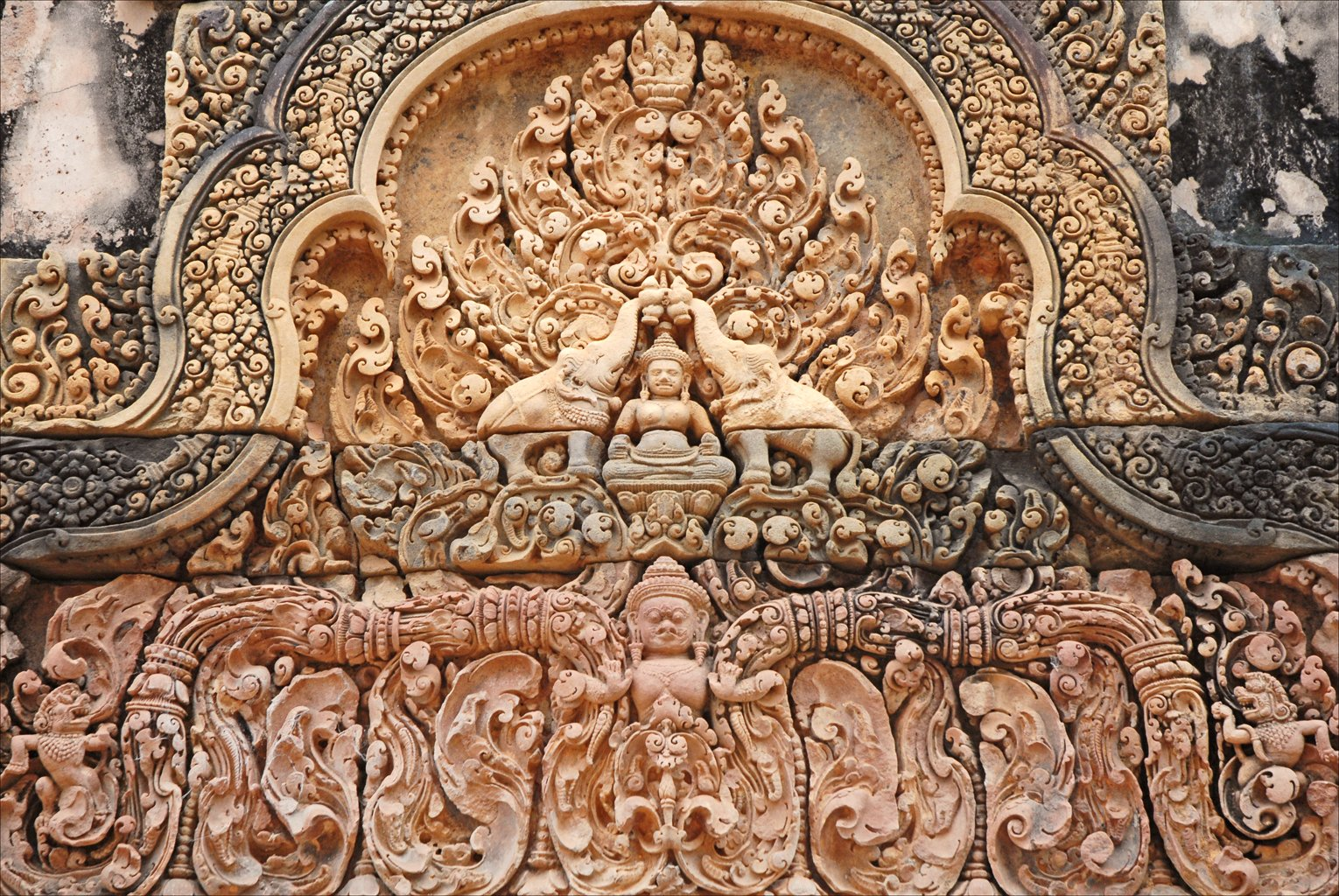
Gajalakshmi am Banteay Srei, Angkor, Kambodscha (10. Jh.)

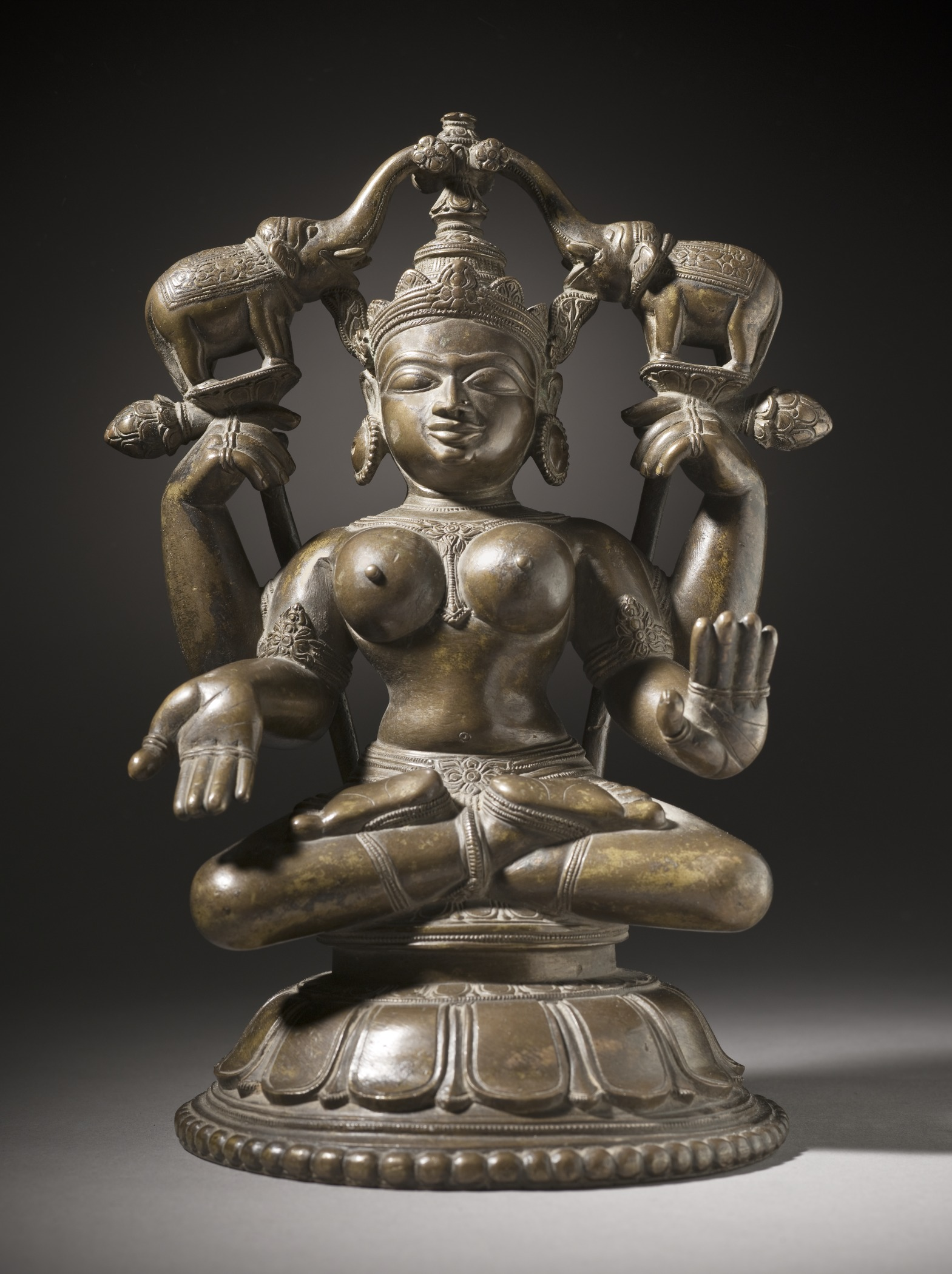
Gajalakshmi aus Odisha, Bronze, Los Angeles County Museum of Art
(18. Jh.)

Gajalakshmi oder auch Gaya-Lakshmi (Sanskrit: गज लक्ष्मी, Gaja Lakṣmī = ‚Elefanten-Lakshmi‘) ist eine der acht Formen (Ashta Lakshmi) der Hindu-Göttin Lakshmi, die gemeinhin als Gemahlin Vishnus angesehen wird, jedoch ursprünglich über eine völlig unabhängige Identität verfügte. Der Bildtypus der Gajalakshmi gehört zu den ältesten und populärsten Götterdarstellungen Indiens.

## Mythos
Gemäß der hinduistischen Überlieferung brachte Gajalakshmi den vom vedischen Götterkönig Indra verlorenen Wohlstand (gemeint ist wohl auch das Glück) vom Urozean auf die Erde zurück. Shri Lakshmi selbst wird in Indien seit alters her als Fruchtbarkeitsgöttin und somit als Glücksgöttin verehrt. Im Mythos vom Quirlen des Milchozeans taucht sie auf einer Lotosblüte aus den Tiefen empor und wird von vier Himmelselefanten aus Krügen mit Wasser übergossen. Einer uralten Überlieferung zufolge konnten Elefanten einst fliegen, galten als Regenbringer (siehe Airavata) und wurden mit den Wolken (megha) gleichgesetzt.

## Historischer Hintergrund
Elefanten sind außerdem Zeichen königlicher Macht und Könige waren im alten Indien verantwortlich für das Gedeihen des Staatswesens in jeder Beziehung – d. h. sowohl nach innen wie nach außen. Zur Zeremonie der Königsweihe (raja-suya) gehörte das Übergießen mit Wasser (oder Milch) zur Verleihung von Autorität und Kraft.

## Darstellung
Die Darstellungen Gajalakshmis zeigen durchgängig eine auf einer geöffneten Lotosblüte stehende oder sitzende Frauenfigur, die von zwei seitlich und ebenfalls auf Lotosblüten stehenden Elefanten aus symbolträchtigen Krügen (kalashas), die diese in ihren erhobenen Rüsseln halten, mit Wasser übergossen wird. Das Motiv findet sich vor allem in Südindien häufig in den Türstürzen von Tempel- und Hauseingängen (z. B. in Talagunda).
Bemerkenswert ist, dass die ersten bekannten bildlichen Darstellungen des Motivs auf Münzen und nicht in einem hinduistischen Kontext, sondern in buddhistischen Kunstwerken zu finden sind – dies zeigt die damals schon existierende religionsübergreifende Bedeutung dieses Bildthemas. In späterer Zeit finden sie sich sowohl an Tempeln des shivaitischen wie des vishnuitischen Spektrums des Hinduismus sowie an Jain-Tempeln (z. B. über dem Eingang zur Höhle 3 der Khandagiri-Höhlen).

## Bedeutung
In den nahezu ausnahmslos eher kleinen Darstellungen von Gajalakshmi kommen beide Aspekte zum Ausdruck – die Fruchtbarkeit der Natur und des Lebens allgemein, die einerseits durch eine Frau bzw. Göttin und andererseits durch die krügehaltenden und wasserspendenden königlichen bzw. himmlischen Elefanten verkörpert werden. In diesen Darstellungen, die auch heute noch als bunte Druckbildchen beliebt sind, werden somit wesentliche Ursehnsüchte bzw. Hoffnungen des Menschen angesprochen oder beschworen, die sowohl für die Gegenwart von Bedeutung sind als auch weit in die Zukunft hineinreichen.